# Монезільйо
Монезільйо (італ. Monesiglio, п'єм. Munisij) — муніципалітет в Італії, у регіоні П'ємонт,  провінція Кунео.
Монезільйо розташоване на відстані близько 460 км на північний захід від Рима, 75 км на південний схід від Турина, 50 км на схід від Кунео.
Населення — 650 осіб (2014).
Щорічний фестиваль відбувається 30 листопада. Покровитель — Андрій Первозваний.

## Демографія
Населення за роками:

Станом на 1 січня 2023 року в муніципалітеті офіційно проживали 84 іноземці з 20 країн, серед них 34 громадяни країн Євросоюзу та 2 громадяни України.

## Сусідні муніципалітети
- Камерана
- Готтазекка
- Момбаркаро
- Прунетто